# Graduate
Graduate foi uma banda de mod revival/new wave formada em 1978 que tornou-se conhecida por ser o embrião do Tears for Fears, já que foi fundada por Roland Orzabal e Curt Smith. Além dos dois, a banda era composta ainda pelos músicos John Baker, Steve Buck e Andy Marsden.

## Membros
- Roland Orzabal - Guitarras, Teclados, Vocal principal
- Curt Smith - Baixo elétrico, Sintetizadores, Vocal principal (Ocasionalmente)
- John Baker - Guitarra rítmica, Vocal principal (Ocasionalmente)
- Steve Buck - Teclados e flauta
- Andy Marsden - Baterias

## Histórico
John Baker e Roland Orzabal eram colegas de escola e tocavam juntos como "Baker Brothers" em pubs e clubes locais a partir de 1977, quando tinham apenas 16 anos. O nome Graduate veio do fato de que eles por vezes abrirem shows com uma capa da "Mrs. Robinson", que foi apresentado no filme The Graduate.
Em 1980, Graduate lançou um álbum, Acting My Age, e um single “Elvis Should Play Ska” (referindo-se à Elvis Costello, não Presley). O single alcançou o número 82 nas paradas do Reino Unido em abril de 1980 (enquanto a banda estava em uma turnê de 33 datas apoiando Judie Tzuke), embora tenha se saído melhor na Espanha, alcançando o Top 10. A banda depois viajou para a Espanha duas vezes em 1980 para fazer TV e promover o trabalho.
Neste mesmo ano eles fizeram uma apresentação na TV. Eles tocaram "Ever Met a Day" no programa infantil Runaround for Southern TV, em Southampton. Eles também apareceram em dois episódios de RPM da BBC Bristol, tocando três músicas ao vivo em cada ocasião.
Em 1981, Orzabal e Smith foram influenciados por artistas como Talking Heads, Peter Gabriel e Brian Eno. Eles se desligaram da Graduate e formaram uma banda chamada History of Headaches, que logo mudaram para Tears for Fears.

## Carreira dos músicos Pós-Graduate
Em 1981, Orzabal e Smith formaram a aclamada banda Tears for Fears.
Andy Marsden tocou bateria na gravação original original de "Suffer the Children".
John Baker juntou-se mais tarde ao Korgis, uma banda com membros do Stackridge.
Baker juntou-se à Orzabal novamente em 1993, cantando vocais de apoio no Reino Unido e nos EUA "Break It Down Again".
Até hoje, Marsden e Baker tocam em uma banda de covers, os Meanies, ao lado do ex-gerente de graduação Glenn Tommey e James Warren, do Korgis.

## Discografia
| Ano         | Álbum         | UK Albums Chart | Notas |
| ----------- | ------------- | --------------- | --- |
| 1980        | Acting My Age | -               | Álbum de estreia. Remasterizado com faixas extras em 2001. |
| Não Lançado | Ambitions     | -               | Álbum inacabado. Cancelado antes da conclusão. Todas as faixas podem ser encontradas na remasterização expandida de 2001 de Acting My Age                                           |
| 1991        | Graduate      | -               | Lançado somente na Alemanha, com muitas faixas do "Acting My Age", mas com duas versões diferentes da música "Shut Up" e a música "I See Through You" do álbum inacabado Ambitions. |